# الکساندر صدیق
الکساندر صدیق (عربی: صدّيق الطاهر الفاضل الصدّيق عبدالرحمن محمد أحمد عبدالكريم المهدي؛ زادهٔ ۲۱ نوامبر ۱۹۶۵) هنرپیشه سودانی-بریتانیایی است.
از فیلم‌هایی که وی در آن نقش داشته است، می‌توان به برخورد تایتان‌ها، قلمرو بهشت، سیریانا، سلطنت آتش، پلیدی‌های دا وینچی، داستان تولد، میرال و محدودیت عمودی اشاره کرد. همچنین وی در سریال‌های مختلفی نظیر گاتهام، پیکی بلایندرز، پادشاه توت، وقت قاهره و روز رستاخیز حضور داشته است.

## زندگی
پدرش، طاهر المهدی، سودانی بود. مادرش، گلوریا (Née Taylor ; D. 2001) انگلیسی بود. مادرش خواهر بزرگتر بازیگر مالکوم مک داول بود.
والدینش در دهه ۱۹۶۰ وقتی مادرش به همراه یکی از دوستانش به سودان سفر کرد ملاقات کردند. پدرش در دهه ۵۰ دانشجوی دانشگاه کمبریج بود و به زبان انگلیسی مهارت داشت. عمویش صدیق المهدی نخست‌وزیر سودان از سالهای ۱۹۶۶–۱۹۶۶ و دوباره از ۱۹۸۶–۱۹۸۹ بود جد او محمد احمد المهدی در اواخر قرن نوزدهم در سودان ادعای مهدویت کرد. مادرش پس از سه سال همراه او و طاهر به لندن رفتند. صدیق در کودکی عربی حرف می‌زد ولی بتدریج فراموش کرد. مادرش در ۱۹۷۸ با کارگردان مایکل بیرکت ازدواج کرد که در ۱۹۸۲ با او یک پسر داشت بنام توماس. مادرش به عنوان یک مدل کار می‌کرد.